# Mnium novae-caledonia
Mnium novae-caledonia là một loài Rêu trong họ Mniaceae. Loài này được (Besch.) Müll. Hal. mô tả khoa học đầu tiên năm 1900.